# چرچیل: گام برداشتن با سرنوشت
گام برداشتن با سرنوشت (انگلیسی: Churchill: Walking with Destiny) کتابی است که حالت و جنبه داستانی ندارد. این کتابی است که توسط تاریخ‌نگار و روزنامه‌نگار بریتانیایی، اندرو رابرتز نوشته شده است. این کتاب در سال ۲۰۱۸، توسط انتشارات وایکینگ پرس در ایالات متحده آمریکا و توسط انتشارات پنگوئن بوکس در بریتانیا منتشر شد.
این اثر که بدنبال آثار پیشین رابرتز، دربارهٔ جنگ جهانی دوم و شخصیت‌های برجسته مرتبط با آن و از جمله، کتاب «طوفان جنگ» نگاشته شده است، مورد تحسین بسیاری از نشریات قرار گرفته است. منتقدان این کتاب، این زندگی‌نامهٔ تک‌جلدی را، یکی از بهترین آثار نوشته‌شده درباره وینستون چرچیل دانسته‌اند؛ سیاست‌مداری که بیشتر به دلیل خدمتش به‌عنوان نخست‌وزیر بریتانیا، در دوران جنگ جهانی دوم شناخته می‌شود. منتقدان این کتاب، به‌ویژه، استفادهٔ رابرتز از اسناد تازه‌منتشرشده را، دلیل قدرت و ویژگی خاص این کتاب می‌دانند.
در رابطه با این کتاب و به طور خاص، نقدهای مثبتی در نشریاتی چون سیتی ژورنال، جویش کرونیکل، نشنال ریویو، و ساندی تایمز منتشر شده‌اند.

## زمینه و محتوا

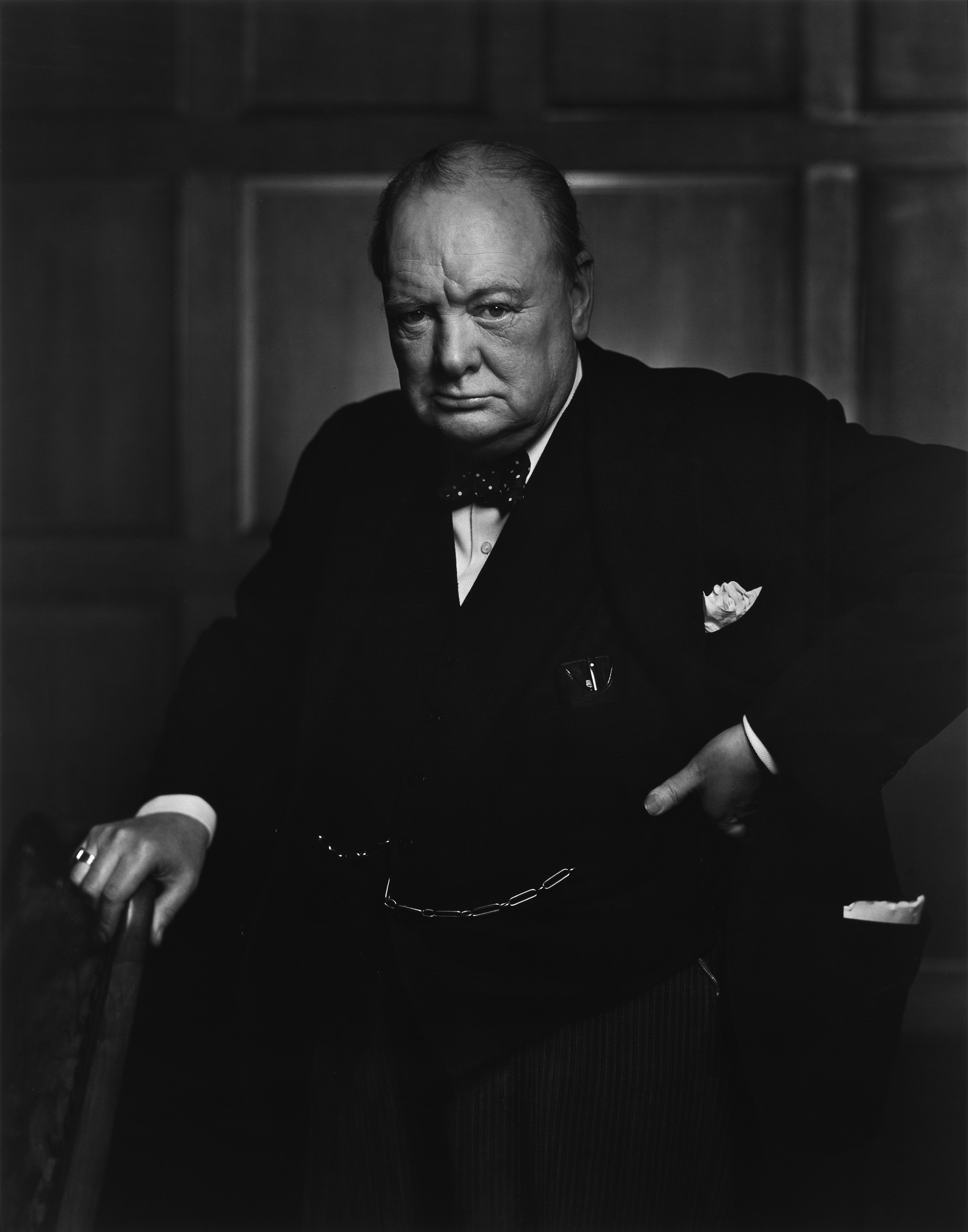
وینستون چرچیل

با توجه به پیشینهٔ طولانی‌مدت نویسنده در نگارش وقایع درباره اوایل قرن بیستم، یک مفسر چنین اظهار نظر کرده است: «دنیای چرچیل و محیط پیرامونش، توسط رابرتز و درطی دهه‌ها مستندسازی، به‌قدری با دقت کامل و موشکافانه تنظیم شده که عجیب می‌بود اگر او بدون نوشتن چنین کتابی، دوران پربار فعالیتش را، به‌عنوان تاریخ‌نگارِ رویدادهای عظیم و مردان بزرگ، به پایان می‌رساند». رابرتز برای نگارش این کتاب، به منابع جدیدی دسترسی یافت که پیش از آن، در اختیار نویسندگان دیگر قرار نداشت. به عنوان نمونه، دفترچه خاطرات شخصی جرج ششم، پادشاه انگلستان در دوران جنگ جهانی دوم که با موافقت ملکه الیزابت دوم و برای استفاده های تاریخی منتشر شد، یکی از این منابع مهم بود.
رابرتز به بررسی پیشینه چرچیل پرداخته و به‌ویژه بر اندوهی که وی در دوران کودکی تجربه کرده تأکید می‌کند. وی می‌نویسد که چرچیل در کودکی، نادیده گرفته‌شده، توسط پدری پرمشغله و مادری بیمهر، در فضایی آکنده از تنهایی رشد یافت و این، علیرغم نامه‌نگاری‌های مکرر وی با والدینش بود. او اگرچه در خانواده‌ای اشرافی و در کاخ بلنهایم متولد شد، ساختمانی عظیم که توسط یکی از اجداد دوک مشهورش ساخته شده بود، اما فرصت‌های بسیاری را از دست‌رفته می‌دانست و از فشارهای ناشی از تبار نیمه‌آمریکایی و نیمه‌بریتانیایی‌اش رنج می‌برد، به‌ویژه اینکه مادر و بستگان آمریکایی‌اش، توسط خانوادهٔ پدری او، به عنوان تازه‌به‌دوران‌رسیده ها تلقی می‌شدند. رابرتز استدلال می‌کند که این مشکلات دوران کودکی، چرچیل را به شخصیتی دارای عزت‌نفس و استقامت فردی بدل کرد؛ ویژگی‌هایی که احتمالاً اگر وی کاملاً بریتانیایی یا کاملاً آمریکایی بود، باحتمال زیاد به‌وجود نمی‌آمدند.
شرکت در جنگ جهانی اول، بنا به روایت رابرتز، برای چرچیل فرصتی بود تا میل خود را به افتخار و شکوه، تحقق بخشد. چرچیل در سال ۱۹۱۵ طی نامه‌ای به مارگوت اسکویث نوشت که: «به هیچ قیمتی نمی‌خواهم از این جنگ باشکوه و لذت‌بخش دور بمانم».
دوران جوانی چرچیل، با پیروزی‌های نظامی، فعالیتهای ژورنالیستی گوناگون و نیز برخی ماجراجویی‌ها در کشورهایی نظیر کوبا، هند و آفریقای جنوبی همراه بود؛ تجربیاتی که در نهایت، او را در سن ۲۵ سالگی، وارد پارلمان بریتانیا کرد. رابرتز یکی از مصداقهای تأثیر این تجربیات بر روان چرچیل را، مقابله وی با شبه‌نظامیان افراطی اسلامی، در مرز شمال‌غربی هند می‌داند که او را برای درک افراط‌گرایی آدولف هیتلر آماده ساخت.
چرچیل در جوانی اش، نوع خاصی از شخصیت را در خود پرورش داد که به گفته رابرتز، ترکیبی از آینده‌نگری، روان‌شناختی، حس ایده‌آلیسم اغراق‌آمیز و نیز درک عمیق از اهداف زندگی بود. این نویسنده، به حافظه تصویری چرچیل اشاره کرده و می‌افزاید که او با وجود گلایه از ناتوانی در دستیابی به تحصیلات عالی رسمی، به‌گونه‌ای خودآموخته، به استادی در زبان انگلیسی، به‌ویژه در زمینه شعر، بدل شد. رابرتز برداشت‌های نادرست از گذشته و روان چرچیل را محکوم می‌کند و تصریح می‌کند که درک درست از چرچیل، باید او را، هم رؤیابین و هم جاه‌طلبی، هم‌تراز با عصر خود دانست.

## بازخورد و واکنش‌ها
روزنامه‌نگاری بنام استیون پولارد، در نشریه جویش کرونیکل نوشت که این «کتابی واقعاً شگفت‌انگیز» است و رابرتز را بابت نگارش چنین اثر تحسین‌برانگیز و درعین‌حال تأمل‌برانگیزی ستود؛ اثری که آن‌قدر چشمگیر بود که به گفته او: «این بهترین زندگی‌نامهٔ تک‌جلدی است که تاکنون از هر کسی خوانده‌ام».
پولارد همچنین اظهار داشت که رابرتز با نگارش این کتاب، کاری را ممکن ساخته که پیش‌تر «غیرممکن تلقی می‌شد»؛ یعنی خلق تصویری نو و تحولی بنیادین از مردی که بسیاری از مردم، او را بزرگ‌ترین انگلیسی تاریخ می‌دانند. بدین لحاظ، کتاب چرچیل بنام: گام برداشتن با سرنوشت، به باور او، »برای نسل‌های آینده، به‌عنوان یک اثر کلاسیک شناخته خواهد شد».
نشریه نشنال ریویو نیز نقدی مثبت به قلم تحلیل‌گری بنام تریسی لی سیمونز منتشر کرد. سیمونز با ستایش از این «کتاب عظیم»، نوشت که رابرتز موفق به خلق «نمایشی خیره‌کننده از انتخاب دقیق و ارزیابی هوشمندانه» شده و این دستاوردی است که در میدانی پررقابت و مملو از آثار ممتاز، به‌روشنی متمایز است.
تحسین‌های دیگری نیز از سوی نشریاتی همچون ساندی تایمز ابراز شده است؛ این روزنامه در نقد خود نوشت که سبک نگارش رابرتز، «سرشار از شخصیت» و نیز «طنزآمیز» است.
بری استراوس، تاریخ‌نگار، در سیتی ژورنال، این کتاب را اثری «درخشان» توصیف کرد و افزود که این اثر، نه‌تنها از نظر دانش و خردمندی برجسته است، بلکه هیجان‌انگیز و لذت‌بخش نیز هست. او همچنین تأکید کرد که: «رابرتز با اقتدار و اطمینان می‌نویسد».